# 1977-es Formula–1 német nagydíj
A német nagydíj volt az 1977-es Formula–1 világbajnokság tizenegyedik futama.

## Futam
| Helyezés | #  | Versenyző          | Csapat/Motor       | Körök | Idő/Kiesés oka                    | Rajthely | Pontszám |
| -------- | -- | ------------------ | ------------------ | ----- | --------------------------------- | -------- | -------- |
| 1        | 11 | Niki Lauda         | Ferrari            | 47    | 1:31:49,3                         | 3        | 9        |
| 2        | 20 | Jody Scheckter     | Wolf-Ford          | 47    | +14,33                            | 1        | 6        |
| 3        | 8  | Hans-Joachim Stuck | Brabham-Alfa Romeo | 47    | +20,9                             | 5        | 4        |
| 4        | 12 | Carlos Reutemann   | Ferrari            | 47    | +60,27                            | 8        | 3        |
| 5        | 19 | Vittorio Brambilla | Surtees-Ford       | 47    | +87,37                            | 10       | 2        |
| 6        | 23 | Patrick Tambay     | Ensign-Ford        | 47    | +89,81                            | 11       | 1        |
| 7        | 18 | Vern Schuppan      | Surtees-Ford       | 46    | +1 kör                            | 19       |          |
| 8        | 9  | Alex Ribeiro       | March-Ford         | 46    | +1 kör                            | 20       |          |
| 9        | 3  | Ronnie Peterson    | Tyrrell-Ford       | 42    | Motorhiba                         | 14       |          |
| 10       | 16 | Riccardo Patrese   | Shadow-Ford        | 42    | Kerék                             | 16       |          |
| Kiesett  | 24 | Rupert Keegan      | Hesketh-Ford       | 40    | Baleset                           | 23       |          |
| Kiesett  | 5  | Mario Andretti     | Lotus-Ford         | 34    | Motorhiba                         | 7        |          |
| Kiesett  | 1  | James Hunt         | McLaren-Ford       | 32    | Üzemanyagpumpa                    | 4        |          |
| Kiesett  | 6  | Gunnar Nilsson     | Lotus-Ford         | 31    | Motorhiba                         | 9        |          |
| Kiesett  | 2  | Jochen Mass        | McLaren-Ford       | 26    | Váltó                             | 13       |          |
| Kiesett  | 4  | Patrick Depailler  | Tyrrell-Ford       | 22    | Motorhiba                         | 15       |          |
| Kiesett  | 26 | Jacques Laffite    | Ligier-Matra       | 21    | Motorhiba                         | 6        |          |
| Kiesett  | 25 | Héctor Rebaque     | Hesketh-Ford       | 20    | Motorhiba                         | 24       |          |
| Kiesett  | 30 | Brett Lunger       | McLaren-Ford       | 14    | Baleset                           | 21       |          |
| Kiesett  | 10 | Ian Scheckter      | March-Ford         | 9     | Kuplung                           | 19       |          |
| Kiesett  | 7  | John Watson        | Brabham-Alfa Romeo | 8     | Motorhiba                         | 2        |          |
| Kiesett  | 34 | Jean-Pierre Jarier | Team Penske-Ford   | 5     | Erőátvitel                        | 12       |          |
| Kiesett  | 17 | Alan Jones         | Shadow-Ford        | 0     | Baleset                           | 17       |          |
| Kizárva* | 35 | Hans Heyer         | Team Penske-Ford   | 9     | Erőátvitel Szabálytalan alkatrész | 25       |          |
| NK       | 27 | Patrick Nève       | March-Ford         |       |                                   |          |          |
| NK       | 36 | Emilio de Villota  | McLaren-Ford       |       |                                   |          |          |
| NK       | 28 | Emerson Fittipaldi | Fittipaldi-Ford    |       |                                   |          |          |
| NK       | 37 | Arturo Merzario    | March-Ford         |       |                                   |          |          |
| NK       | 40 | Teddy Pilette      | BRM                |       |                                   |          |          |

* Hans Heyer a versenyen elrajtolt, annak ellenére hogy nem kvalifikálta magát. A 9. körben kiesett, majd a verseny után kizárták, így egyszerre szerepelt a neve mellett a DNQ (nem kvalifikálta magát), a DNF (nem ért célba) és a DSQ (kizárva). Ez a mai napig egyedülálló eset a Formula 1 történelmében.

## Statisztikák
Vezető helyen:
- Jody Scheckter: 12 (1-12)
- Niki Lauda: 35 (13-45)

Niki Lauda 14. győzelme, 11. leggyorsabb köre, Jody Scheckter 2. pole-pozíciója.
- Ferrari 67. győzelme.